# Liu Xiao Ling Tong
Zhang Jinlai (en chino tradicional, 章金萊; en chino simplificado, 章金莱; pinyin, Zhāng Jīnlái; 12 de abril de 1959), más conocido por su nombre artístico Liù Xiǎo Líng Tóng (literalmente: "El niño pequeño de seis años"), es un actor chino conocido por su papel como el Rey Mono (Sun Wukong) en la serie de televisión de 1986 Viaje al Oeste.

## Biografía

### Primeros años y antecedente familiar
Zhang nació el 12 de abril de 1959 en Shanghái en una familia de artistas. Sus familiares, que son actores de la ópera de Pekín, especializados en el papel del rey mono (Sun Wukong), el protagonista de la novela clásica Viaje al Oeste. Su bisabuelo Zhang Tingchun fue incluso considerado "mejor que un Rey Mono viviente".
El bisabuelo de Zhang actuó sobre todo en el campo de Zhejiang bajo el nombre artístico de "Sai Huo Hou" (en chino tradicional, 賽 活 猴; en chino simplificado, 赛 活猴; pinyin, Sài Huó Hóu; literalmente, ‘Mejor que un mono viviente’). El abuelo de Zhang se trasladó a Shanghái y entrenó a sus dos hijos. El padre de Zhang, Zhang Songyi, cuyo nombre artístico era "Liu Ling Tong" (en chino tradicional, 六齡童; en chino simplificado, 六龄童; pinyin, Liù Líng Tóng; literalmente, ‘de seis años Niño’), fue también conocido como "Nan Hou Wang" (en chino, 南 猴王; pinyin, Nán Hóu Wáng; literalmente, ‘Sur Rey Mono’). Su nombre artístico indica la edad cuando comenzó a actuar. La actuación de Zhang Songyi fue aclamada por líderes chinos, incluyendo Mao Zedong y Zhou Enlai. Su especialidad era Sun Wukong, ganándose el apodo de "Rey Mono del Sur", como otro actor Li Wanchun fue más conocido en el norte de China. El tío de Zhang Jinlai, que se especializó en el papel de Zhu Bajie, tenía el nombre artístico de "Qi Ling Tong" (en chino tradicional, 七齡童; en chino simplificado, 七龄童; pinyin, Qī Líng Tóng; literalmente, ‘Siete Años De Edad’).
El hermano mayor de Zhang utiliza el nombre artístico de "Xiao Liu Ling Tong" (en chino tradicional, 小六齡童; en chino simplificado, 小六龄童; pinyin, Xiǎo Liù Líng Tóng), que significa "Niño pequeño de seis años". El papel de Sun Wukong fue ofrecido originalmente al hermano mayor de Zhang, pero este murió de leucemia en 1966, Zhang heredó el legado de su padre en su lugar. Cambió su nombre artístico ligeramente, a "Liu Xiǎo Ling Tong", que todavía significaba "Pequeño niño de seis años".
Zhang trabajó muy dedicamente a tener el papel de Sun Wukong, así como la dedicación a la memoria de su hermano mayor. También ayudó a las personas afectadas por la leucemia. En 1992, la Televisión Central de China (CCTV) produjo una serie de televisión de ocho episodios titulada Hou Wa (猴娃; "niño mono"). Sobre la vida de Zhang.

### Carrera
Zhang ganó fama internacional por su papel protagonista como el Rey Mono (Sun Wukong) en la serie de televisión de 1986 Viaje al Oeste, una adaptación del clásico Viaje al Oeste. Su actuación convincente, que fue muy elogiada por la crítica, le ayudó a ganar el premio al Mejor Actor en el sexto premios Golden Eagle de China en 1988. Después de eso, También apareció en otras películas y series de televisión, como  el día de Año Nuevo  (过年). El 27 de septiembre de 2006, se le confirió el Certificado de Boquilla del Tercer Foro Internacional en China Industria Cultural. Zhang repitió su papel como Sun Wukong de nuevo en Viaje al Oeste de Wu Cheng'en (吴承恩 与 西游记), una serie de televisión en 2010 Wu Cheng'en, autor de Viaje al Oeste, y su inspiración para escribir la novela. Zhang también retrató simultáneamente Wu Cheng'en.
Las actividades recientes de Zhang se centran principalmente en la promoción de la cultura del personaje Sun Wukong. Zhang también expresó su preocupación por las recientes representaciones de Sun Wukong. Dijo que mientras él estaba feliz de ver que Viaje al Oeste, así como otras novelas clásicas chinas, están recibido tanta atención de directores extranjeros, hizo hincapié en que "...dicha adaptación tiene que basarse en un conocimiento adecuado de la cultura china". y "el Rey Mono no es King Kong."

## Premios
- Sextos premios telévisivos Águila de oro: Mejor actor por Viaje al Oeste como Sun Wukong (1988).